# Pożarki

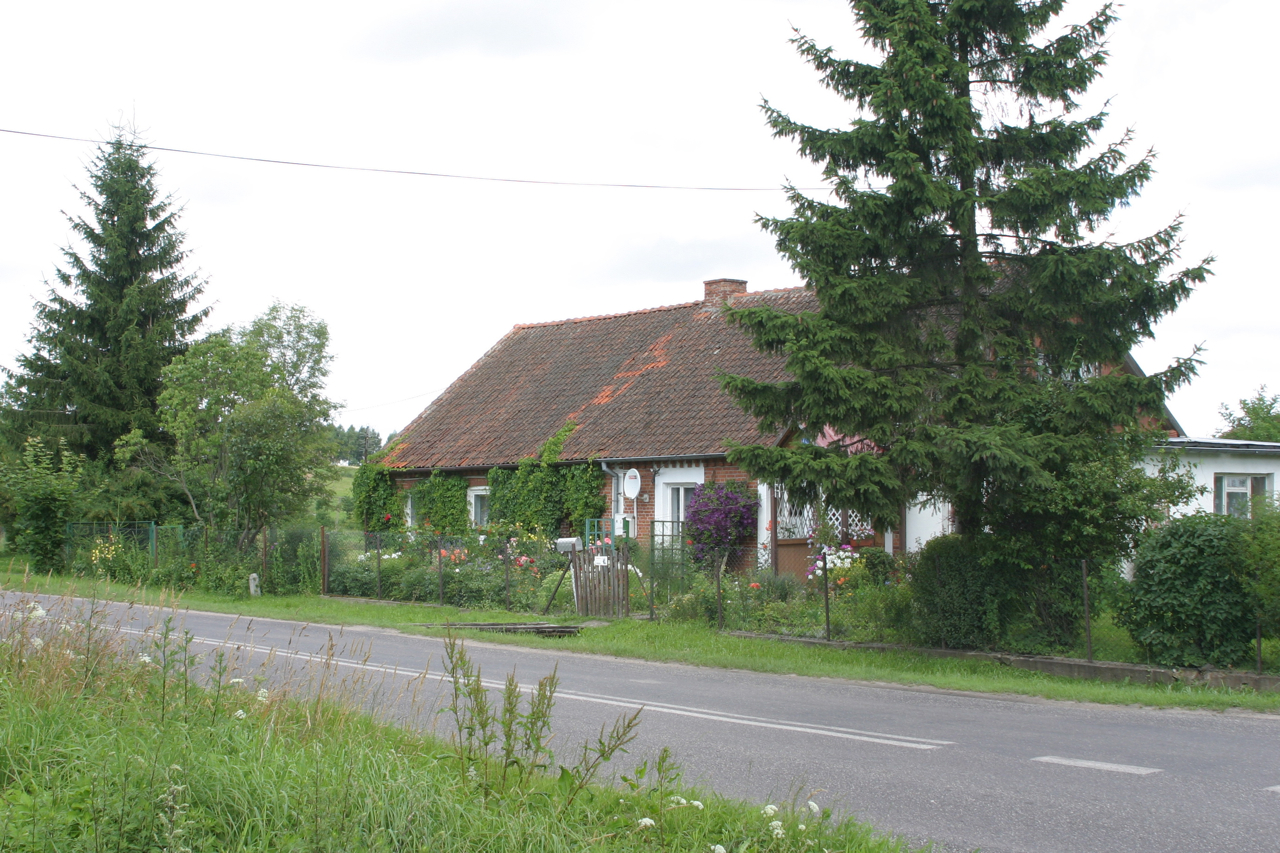
Pożarki

Pożarki (deutsch Pohiebels) ist ein Dorf in Polen in der Woiwodschaft Ermland-Masuren. Es gehört zum Powiat Kętrzyński,  Gmina Kętrzyn (Landgemeinde Rastenburg). Zum Schulzenamt (sołectwo) Pożarki gehören die Ortschaften Kwiedzina (Queden), Martiany (Mertenheim), Osewo (Wossau), Owczarnia (Schäferei) und Pożarki selbst.

## Geografie
Pożarki liegt im Norden Polens, etwa 30 Kilometer südlich der Staatsgrenze zur russischen Oblast Kaliningrad.

## Geschichte
Östlich des Ortes befand sich eine pruzzische Siedlung. Im 19. Jahrhundert entstand eine Siedlung an der Stelle des heutigen Pożarki. Am Ende des Zweiten Weltkrieges marschierte 1945 die Rote Armee in die Gegend ein. Als Folge des Krieges wurde das Dorf Teil Polens. Im Schuljahr 1945/46 war wieder eine zweiklassige Schule in Betrieb, 1970 war sie achtklassig. 
1954 wurde Pożarki Sitz einer Gromada, die aber 1957 wieder aufgelöst wurde. Seit 1973 ist Pożarki ein Schulzenamt mit fünf Ortschaften in der Gemeinde Kętrzyn.

### Einwohnerentwicklung
Im Jahr 1900 lebten auf dem Gutsbezirk Pohiebels 149 Menschen. 1970 wurden im Dorf 194 Menschen gezählt.

## Wirtschaft und Infrastruktur
Das Dorf liegt an der Wojewodschaftsstraße 592, welche im Nordwesten nach etwa zehn Kilometern durch Kętrzyn führt. Im Südosten endet die 592 nach etwa 17 Kilometern bei Giżycko mit der Einmündung in die Landesstraße 59.
Der nächste internationale Flughafen ist der Flughafen Kaliningrad, der sich etwa 110 Kilometer nordwestlich auf russischem Hoheitsgebiet befindet. Der nächste internationale Flughafen auf polnischem Staatsgebiet ist der etwa 200 Kilometer westlich gelegene Lech-Wałęsa-Flughafen Danzig.